# Manuel Núñez Tovar
Manuel Núñez Tovar (Caicara de Maturín, estado Monagas, 24 de septiembre de 1872-Maracay, estado Aragua, 27 de enero de 1928) fue un naturalista, investigador, parasitólogo y entomólogo venezolano. Por su labor en esa disciplina se le considera como el "primer entomólogo venezolano" y también como "uno de los más ilustres de los médicos monaguenses".

## Biografía
Manuel Núñez Tovar era hijo de José Joaquín Núñez Codallo y de Marcolina Tovar. Comenzó sus estudios en Caicara y más tarde los continuó en Maturín, donde se graduó de bachiller a los 16 años. Estudió los primeros dos años de medicina en el Colegio Federal de Primera Categoría de Barcelona y terminó la carrera en la Universidad Central de Venezuela en 1895.
Después de graduarse regresó a Monagas donde ejerció su profesión y trabajó como médico de sanidad en 1908. En 1909, junto a César Flamerich y Rafael Núñez Isava, formó parte de la Comisión de Higiene Pública del estado Monagas, y ese mismo año inició sus estudios de entomología (rama de la biología que estudia los insectos). En esta disciplina estudió la importancia de los insectos en la transmisión de enfermedades, fue el autor de numerosas monografías e identificó al Necator americanus como el causante de anemias en pacientes que habían sufrido de malaria.
Luego de unos veinte años en Monagas, Núñez Tovar vivió temporalmente en Caracas y La Victoria, radicándose definitivamente en Maracay tras ser nombrado médico de brigada en la guarnición de la ciudad. Durante esta época recolectó numerosas especies animales en los Valles de Aragua y los alrededores del Lago de Valencia. Curiosamente, Núñez nunca salió de Venezuela, pero diferentes científicos visitaron el país para conocer personalmente al autor de una copiosa labor científica que incluyó el descubrimiento de varias especies de mosquito que llevan su nombre.
Por su labor científica, un liceo y el Hospital Universitario de Maturín fueron bautizados en su honor y su colección entomóloga fue adquirida por el gobierno de Venezuela. Esta es conservada en la Dirección de Malariología y Saneamiento Ambiental del Ministerio de Salud de Maracay.